# Томас Шелинг
Томас Шелинг (енгл. Thomas Schelling; Окланд, 14. април 1921 - 13. децембар 2016) је амерички економиста, који је добио Нобелову награду за економију 2005. године. Награду је добио због „доприноса разумевању конфликата и сарадње анализом уз помоћ теорије игара".

## Ране године
Рођен је 14. априла 1921. у Оукланду у Калифорнији. Средњу школу је завршио у Сан Дијегу. Дипломирао је економију 1944. на Универзитету Беркли. Докторирао је економију 1951. на Универзитету Харвард.

## Каријера
Од 1948. до 1953. учествовао је у спровођењу Маршаловога плана у Европи, а службовао је у Белој кући и у извршном уреду Председника САД. Напустивши владу радио је на економском факултету Универзитета Јејл од 1953. до 1958. Изабран је 1958. за професора економије на Харварду, а од 1969. ради као професор политичке економије у Кенедијевој школи на Харварду. На Харварду је радио до 1990. На Универзитету Мериленд радио је од 1990. до 2003. Током 1993. добио је награду Америчке националне академије наука због истраживања значајних за спречавање нуклеарнога рата. Добио је 2009. почасни докторат на Универзитету Јејл.

## Стратегија конфликта
Његова књига Стратегија конфликта (1960) представљала је пионирски корак у проучавању ценкања и преговарања и стратешкога понашања, а то Шелинг назива понашање за време конфликта. Стратегија конфликта се сматра једном од стотину најутицајнијих књига на Западу од 1945. У књизи се уводе концепти попут жаришне тачке и веродостојнога ангажовања. Шелинг је своје теорије о рату касније проширио у књизи Рат и утицај (1966).

## Модели сегрегације
Током 1969. и 1971. Шелинг је објавио радове о расној динамици и о ономе што је он називао општа теорија превртања. У тим радовима је показао да ако људи више воле да су им комшије исте боје коже или ако воле да им је суседство измешано, али само до неке границе да то може да води сегрегацији. На тај начин показао је да мотив сегрегације не мора да буде мржња, али да ће резултат бити исти, тј сегрегација раса.

## Глобално загревање
Укључио се и у расправе о проблемима глобалнога загревања. Шелинг верује да климатска промена представља озбиљну претњу земљама у развоју, а да је претња за САД преувеличана. Том приликом позивао се на искуства послератнога Маршаловога плана. Сматрао је да се ту исто тако ради о проблему ценкања и да ако свет смањи емисију да ће највећу корист од тога имати сиромашније земље, а да ће већину трошкова покрити богатије земље.

## Избор радова
- „Стратегија конфликта“ (енгл. The Strategy of conflict) (1960)
- „Наоружање и његов утицај“ (енгл. Arms and Influence) (1966)
- „Динамички модели сегрегације“ (енгл. Dynamic models of segregation), Журнал за математичку социологију, pp. 143—186 (1971)
- „Микромотиви и макропонашање“ (енгл. Micromotives and Macrobehavior) (1978)
- „Избор и последице“ (енгл. Choice and Consequence) (1984)[4]